# I-34 (tàu ngầm Nhật)
I-34 là một tàu ngầm tuần dương lớp Type-B (巡潜乙型潜水艦 Junsen Otsu-gata sensuikan) được Hải quân Đế quốc Nhật Bản chế tạo trong giai đoạn ngay trước Chiến tranh Thế giới thứ hai. Nhập biên chế năm 1942, nó đã từng hoạt động tiếp liệu và triệt thoái lực lượng trong khuôn khổ Chiến dịch quần đảo Aleut, trước khi được huy động tham gia nhiệm vụ Yanagi nhằm trao đổi vật tư chiến lược, nhân sự và hàng hóa với Đức Quốc Xã. Dưới tên mã Momi, I-34 chất đầy hàng hóa rồi rời Singapore vào ngày 11 tháng 11, 1943 cho chuyến đi sang Châu Âu. Tuy nhiên nó bị tàu ngầm Anh HMS Taurus đánh chìm chỉ hai ngày sau đó trong eo biển Malacca.

## Thiết kế và chế tạo

### Thiết kế
Tàu ngầm Type B được cải tiến từ phân lớp KD6 của lớp tàu ngầm Kaidai dẫn trước, và được trang bị một thủy phi cơ nhằm tăng cường khả năng trinh sát. Chúng có trọng lượng choán nước 2.631 tấn (2.589 tấn Anh) khi nổi và 3.713 tấn (3.654 tấn Anh) khi lặn, lườn tàu có chiều dài 108,7 m (356 ft 8 in), mạn tàu rộng 9,3 m (30 ft 6 in) và mớn nước sâu 5,1 m (16 ft 9 in). Con tàu có thể lặn sâu đến 100 m (328 ft), và có một thủy thủ đoàn đầy đủ bao gồm 94 sĩ quan và thủy thủ.
Type B1 trang bị hai động cơ diesel Kampon Mk.2 Model 10 công suất 6.200 mã lực phanh (4.623 kW), mỗi chiếc vận hành một trục chân vịt. Khi lặn, mỗi trục được vận hành bởi một động cơ điện công suất 1.000 mã lực (746 kW). Khi di chuyển trên mặt nước nó đạt tốc độ tối đa 23,6 hải lý trên giờ (43,7 km/h; 27,2 mph) và 8 hải lý trên giờ (15 km/h; 9,2 mph) khi lặn dưới nước, tầm xa hoạt động của Type B1 là 14.000 hải lý (26.000 km; 16.000 mi) ở tốc độ 16 hải lý trên giờ (30 km/h; 18 mph), và có thể lặn xa 96 nmi (178 km; 110 mi) ở tốc độ 3 hải lý trên giờ (5,6 km/h; 3,5 mph).
Những chiếc Type B1 có sáu ống phóng ngư lôi 53,3 cm (21,0 in), tất cả được bố trí trước mũi, và mang theo tổng cộng 17 quả ngư lôi Kiểu 95. Vũ khí trên boong tàu bao gồm khẩu hải pháo 14 cm (5,5 in), và hai pháo phòng không 25 mm Type 96. Hầm chứa máy bay được tích hợp vào tháp chỉ huy và hướng ra phía trước. Máy phóng máy bay được bố trí hướng ra phía trước, trong khi khẩu hải pháo trên boong đặt phía sau. Cách sắp xếp này giúp chiếc thủy phi cơ Yokosuka E14Y tận dụng tốc độ hướng ra trước của con tàu khi được phóng lên.

### Chế tạo
I-34 được đặt lườn như là chiếc Tàu ngầm số 147 tại Xưởng vũ khí Hải quân Sasebo ở Sasebo vào ngày 1 tháng 1, 1941. Nó được đổi tên thành I-43 đồng thời được hạ thủy vào ngày 24 tháng 9, 1941, rồi đổi tên thành I-34 vào ngày 1 tháng 11, 1941. Con tàu hoàn tất và nhập biên chế vào ngày 31 tháng 8, 1942, dưới quyền chỉ huy của Trung tá Hải quân Tonozuka Kinzo.

### Nhiệm vụ Yanagi
Theo tinh thần Hiệp ước Ba bên (Tripartite Pact) được ký kết giữa Đức Quốc Xã, Ý và Nhật Bản vào tháng 9, 1940, Nhật Bản trao đổi nhân sự, vật tư chiến lược và hàng hóa với Đức và Ý, thoạt tiên sử dụng tàu chở hàng, nhưng phải chuyển sang tàu ngầm khi các vùng biển bị lực lượng Đồng Minh phong tỏa.
Lần lượt đã tổ chức các chuyến: I-30 vào tháng 4, 1942; I-29 vào tháng 4, 1943; I-8 vào tháng 6, 1943; I-34 vào tháng 10, 1943; U-511 vào tháng 8, 1943; I-52 vào tháng 6, 1944; và U-234 vào tháng 5, 1945. Trong số này, I-30 đắm do trúng thủy lôi và I-34 bị tàu ngầm Anh HMS Taurus đánh chìm, sau đó I-52 chịu cùng chung số phận. Vào tháng 5, 1945, U-234 đang thực hiện chuyến đi cuối cùng khi Đức Quốc Xã đầu hàng, nên U-234 bị chiếm giữ tại Newfoundland, kết thúc việc trao đổi kỹ thuật với Nhật Bản.

## Lịch sử hoạt động

### 1942
Ngay khi nhập biên chế, I-34 được phối thuộc cùng Quân khu Hải quân Kure. Nó cùng tàu ngầm chị em I-35 và tàu tiếp liệu tàu ngầm Santos Maru được điều về Hải đội Tàu ngầm Kure trực thuộc Quân khu Hải quân Kure vào ngày 1 tháng 9. Nó thay phiên cho I-35 trong vai trò soái hạm của Chuẩn đô đốc Tadashige Daigo, Tư lệnh Hải đội Tàu ngầm Kure, từ ngày 4 tháng 9. Sau một giai đoạn thực hành huấn luyện, đến ngày 15 tháng 11, I-34 cùng với I-35 được điều động trực thuộc Đệ Ngũ hạm đội, rồi khởi hành từ Kure vào ngày 28 tháng 11 và đi đến căn cứ Ōminato ở phía Bắc Honshū ba ngày sau đó.

### 1943

#### Chiến dịch quần đảo Aleut
I-34 cùng với I-35 khởi hành từ Ōminato vào ngày 2 tháng 12 cho một chuyến đi tiếp liệu đến đảo Kiska, thuộc quần đảo Aleut. Sau khi đến nơi và chất dỡ hàng tiếp liệu vào ngày 10 tháng 12, nó hoạt động tuần tra tại khu vực Bắc Thái Bình Dương trước khi quay trở về căn cứ Paramushiro thuộc quần đảo Kuril vào ngày 1 tháng 1, 1943. Từ ngày 6 đến ngày 15 tháng 1, nó xuất phát từ Paramushiro cho một chuyến đi tiếp liệu đến Kiska và Attu. I-34 lại khởi hành từ Paramushiro vào ngày 20 tháng 1 cho một chuyến đi tiếp liệu khác đến Kiska, và sau khi chất dỡ hàng hóa tại Kiska năm ngày sau đó, nó hoạt động tuần tra và trinh sát đảo Amchitka. Trong các ngày 23 và 24 tháng 2, I-34 trinh sát Amchitka qua kính tiềm vọng. Nó phát hiện bốn tàu khu trục đối phương nhưng không thể tấn công, và sau đó hoạt động như cột mốc dẫn đường cho các thủy phi cơ Nakajima A6M2-N và Aichi E13A1 đi đến bắn phá Amchitka. Chiếc tàu ngầm quay trở về Paramushiro vào ngày 28 tháng 2.
Trong giai đoạn từ ngày 18 tháng 3 đến ngày 22 tháng 4, I-34 được đại tu tại Yokosuka. Trong thời gian này, Trung tá Hải quân Tatsushi Irie tiếp nhận chỉ huy con tàu vào ngày 20 tháng 3. Con tàu được điều về Lực lượng quân khu phía Bắc, rồi khởi hành từ Yokosuka vào ngày 25 tháng 4 để đi đến Ōminato. Vào đầu tháng 5, nó thực hiện một chuyến đi tiếp liệu đến đảo Kiska, đến nơi vào ngày 8 tháng 5. Khi phía Đồng Minh tiến hành Chiến dịch Landcrap nhằm tái chiếm Attu, nó rời Kiska vào ngày 12 tháng 5 để tuần tra ngoài khơi Attu. Vào ngày hôm sau, tàu khu trục Hoa Kỳ USS Phelps tấn công với hai lượt mìn sâu vào một mục tiêu dò được qua sonar, có thể là I-34 hoặc I-35. Đến ngày 15 tháng 5, trong vịnh Holtz tại Attu, một tàu ngầm có thể là I-34 hoặc I-35, phóng một loạt bốn quả ngư lôi tấn công thiết giáp hạm USS Pennsylvania nhưng không trúng đích.
Vào ngày 21 tháng 5, Đại bản doanh Nhật Bản quyết định triệt thoái lực lượng còn lại khỏi Kiska. I-34 cùng với 11 tàu ngầm khác của Hải đội Tàu ngầm 1 đã tham gia hoạt động này, triệt thoái được tổng cộng 820 binh lính. Riêng I-34 trong giai đoạn từ ngày 29 tháng 5 đến ngày 23 tháng 7 đã thực hiện được hai chuyến khứ hồi đến Kiska.I-34 được đại tu tại Kure từ ngày 29 tháng 7.

#### Chuyến đi sang Châu Âu - Bị mất
Vào ngày 15 tháng 9, I-34 được chọn để thực hiện một Nhiệm vụ Yanagi, một chuyến đi trao đổi vật tư chiến lược và kỹ thuật với Đức Quốc Xã đến cảng Lorient, Pháp. Nó đi đến Singapore vào ngày 22 tháng 10 để chất hàng hóa lên tàu, bao gồm cao su thô, tungsten, thiếc, quinin, nha phiến y tế cùng các mẫu vũ khí của Nhật Bản. Do việc chất dỡ hàng hóa tại Singapore bị trì hoãn, những hành khách dự định đi cùng tàu quyết định sẽ lên tàu tại cảng Penang, Malaya thuộc Anh, nên họ đã may mắn sống sót sau khi I-34 bị đánh chìm sau đó. I-34 cuối cùng xuất phát từ Singapore vào ngày 11 tháng 11 để đi sang Penang.
Thông tin về chuyến đi này đã bị đơn vị tình báo tín hiệu Ultra của Anh ngăn chặn và giải mã, nên một tàu ngầm Hải quân Hoàng gia Anh đã được phái đi đánh chặn. Trong eo biển Malacca lúc 07 giờ 30 phút ngày 13 tháng 11, tàu ngầm HMS Taurus phát hiện I-34 đang di chuyển trên mặt nước cách ngoài khơi bờ biển Penang 30 nmi (56 km). Taurus phóng một loạt sáu quả ngư lôi tấn công I-34, và một quả đánh trúng I-34 phía dưới tháp chỉ huy, khiến nó đắm tại tọa độ 05°17′B 100°05′Đ / 5,283°B 100,083°Đ, ở vùng nước sâu 100 ft (30 m). Trong số 94 thành viên thủy thủ đoàn, chỉ có 14 người sống sót được một thuyền buồm cứu vớt.
Hải quân Đế quốc Nhật Bản xóa tên I-34 khỏi đăng bạ hải quân vào tháng 1, 1944. Xác tàu được trục vớt vào năm 1962. 